# Cheney (Washington)
Cheney è una città degli Stati Uniti d'America, situata nello Stato di Washington e in particolare nella Contea di Spokane.